# Karl-Rudolf Brandsch

Karl-Rudolf Brandsch (n. 1931, Brașov, România) este un scriitor sas originar din Brașov.
După ce a trecut prin grădiniță, școala generală și Liceul Johannes Honterus din Brașov, a învățat, în 1946, meseria de lăcătuș-mecanic. Și-a dorit să emigreze. Deoarece i s-au refuzat toate cererile, în anul 1970 s-a hotărât să fugă peste graniță.
A folosit o barcă pneumatică și un costum de scafandru și a luat-o spre vest, pe râul Timiș. După 40 de kilometri de înot și vâslit a ajuns în Iugoslavia, neobservat de grănicerii români. Deoarece între România și Iugoslavia exista un tratat de extrădare, autoritățile de la Novi Sad l-au predat, după cinci săptămâni de detenție, grănicerilor români. În România a ajuns la închisoare pentru trecere frauduloasă a frontierei.
În 1972 a reușit să emigreze în Germania. De atunci locuiește la Bergneustadt.
După mai mult de 30 de ani de la acel eveniment, în anul 2006, a reușit să publice cartea Flucht aus dem Reich Ceausescus. 40 km im Fluss Timisch (Fuga din imperiul lui Ceaușescu. 40 km pe râul Timiș), în care descrie toate aventurile sale din cursul încercării de a fugi din România.
În ziarul Süddeutsche Zeitung, din 17 iulie 2006, la rubrica „Cartea politică”, a apărut o recenzie a cărții sale, în care se spune că Brandsch nu este un scriitor, dar tocmai stilul lui individual face cărțulia sa așa de autentică. Gestul său a fost considerat în Occident ca un act politic.

## Scrieri
- Flucht aus dem Reich Ceausescus. 40 km im Fluss Timisch Editura Helios, Aachen, 2006. ISBN 3933608864.